# 50 Персея
50 Персея, 50 Persei, сокращ. 50 Per) —звезда в северном созвездии Персея. Звезда имеет видимую звёздную величину +5.52m, и, согласно шкале Бортля, видна невооружённым глазом даже на засвеченном пригородном небе (англ. Bright suburban sky). Из измерений параллакса, полученных во время миссии Hipparcos, известно, что звезда удалена примерно на 68,5 св. лет (21,0 пк) от Земли. Звезда наблюдается севернее 52° ю. ш., то есть видна практически на всей территории обитаемой Земли, за исключением приполярных областей Антарктиды, а также самых южных областей Чили, Аргентины и Австралии. Лучшее время для наблюдения — ноябрь.
Сама звезда движется быстрее относительно Солнца, чем остальные звёзды, её радиальная гелиоцентрическая скорость: +25 км/с, что в 2,5 раза быстрее скорости, местных звёзд Галактического диска, а также это значит, что звезда удаляется от Солнца.

## Имя звезды
50 Персея — (латинизированный вариант лат. 50 Persei) является обозначение Флемстида. У звезды также есть альтернативное название: V582 Персея, V582 Per.

## Свойства звезды
50 Персея — карлик, спектрального класса F7V, что указывает на то, что водород в ядре звезды служит ядерным «топливом», то есть звезда находится на главной последовательности. Звезда излучает энергию со своей внешней атмосферы при эффективной температуре около 6147 К, что придаёт ей характерный жёлто-белый цвет звезды- спектрального класса F.
Масса звезды обычна для карлика и составляет: 1,16 {\displaystyle M_{\bigodot }}. Eё радиус на 34 % больше радиуса Солнца и составляет 1,34 {\displaystyle R_{\bigodot }}. Также звезда ярче нашего Солнца почти в 3 раза, её светимость составляет 2,47 {\displaystyle L_{\bigodot }}. Для того чтобы планета, аналогичная нашей Земле, получала примерно столько же энергии, сколько она получает от Солнца, её надо было бы поместить на расстоянии 1,57 а.е., то есть примерно туда, где в Солнечной системе находится Марс. Причём с такого расстояния, 50 Персея выглядела бы почти на 10 % меньше нашего Солнца, каким мы его видим с Земли — 0,45° (угловой диаметр нашего Солнца — 0,5°).
Звезда имеет поверхностную гравитацию 4,35 СГС или 223,9 м/с2, то есть несколько меньше, чем на Солнце (274,0 м/с2). Звёзды, имеющие планеты, имеют тенденцию иметь большую металличность по сравнению Солнцем, но 50 Персея имеет на четверть меньшее значение металличности: содержание железа в ней относительно водорода составляет 78 % от солнечного.
Оценка скорости вращения составляет 20,81 км/с, что даёт период вращения менее четырёх дней. 50 Персея имеет избыток инфракрасного излучения на длине волны 70 мкм, что свидетельствует о наличии околозвёздного остаточного диска, который имеет температуру 96 ± 5 К. Возраст системы 50 Персея около 0,6 млрд. лет.
В 1998 году звезда была классифицирована как потенциальная переменная типа γ Золотой Рыбы с периодом 3,05 дня, что означало бы, что она показывает изменения в светимости из-за нерадиальных пульсаций в фотосфере. Впоследствии звезда был переклассифицирована автоматической программой как переменная типа RS Гончих Псов и BY Дракона, то есть вариации её блеска возникают из-за вращения, поскольку на её поверхности находятся пятна, аналогичные солнечным, но занимающие намного большую площадь, а также из-за хромосферной активности.

## История изучения кратности звезды
Открывателем кратности системы 50 Персея считается О. В. Струве, который разрешил звёзды в 1851 году и внёс в каталог звёзды AB и AC. Сама тройная звезда вошла в каталоги под именем STT 531. Затем, в 1878 году Ш. Бёрнхем открыл звезду CD, а сама уже четверная звезда вошла в каталоги под именем BU 545. И, наконец, в 1991 году был открыт 5-й компонент системы. Согласно Вашингтонскому каталогу визуально-двойных звёзд, параметры этих компонентов приведены в таблице:
| Компонент | Год  | Позиционный угол | Угловое расстояние | Видимая звёздная величина 1 компонента | Видимая звёздная величина 2 компонента |
| AB        | 1851 | 146°             | 3.4                | 7.32m                                  | 9.69m                                  |
| AB        | 2015 | 353°             | 2.9                | 7.32m                                  | 9.69m                                  |
| AC        | 1851 | 205°             | 239.8              | 7.32m                                  | 8.81m                                  |
| AC        | 2015 | 217°             | 225.1              | 7.32m                                  | 8.81m                                  |
| AE        | 1991 | 100°             | 746.1              | 7.32m                                  | 5.57m                                  |
| AE        | 2017 | 100°             | 746.0              | 7.32m                                  | 5.57m                                  |
| CD        | 1878 | 310°             | 1.0                | 8.81m                                  | 10.71m                                 |
| CD        | 2015 | 315°             | 1.2                | 8.81m                                  | 10.71m                                 |

Однако, у звезды, похоже, нет спутников. Хотя в таблице и перечислено четыре спутника (9-й величины 50 Персея B на расстоянии 2.9", 8-й величины 50 Персея C на расстоянии 225.1", 5-й величины 50 Персея E на расстоянии 746" и 10-й величины 50 Персея CD) их движения показывают, что эти звёзды движутся очень быстро, и, скорее всего, они не имеют гравитационной связи с 50 Персея, то есть все они находится на линии прямой видимости.
Вероятно всего, 50 Персея принадлежит звёздному скоплению Гиады, чей возраст оценивается в 0,625 млн. лет и которое, скорее всего, образовалось из того же облака газа, что и скопление Ясли. Сейчас скопление Гиады распадается и звёзды теряют гравитационную связность. Однако, 50 Персея пока ещё может иметь гравитационную связь в виде приливного взаимодействия даже с Капеллой, несмотря на то, что сейчас они отделены друг от друга почти на 15°, что эквивалентно расстоянию более чем 19 св. лет (5,9 пк). Также 50 Персея может быть двойной системой в паре с пока ещё неоткрытым близким компаньоном. Звезда также может быть физически связана с вероятной двойной системой V491 Персея (HIP 19255). Компоненты V491 Персея имеют угловое расстояние 3,87″, и эти два компонента вращаются вокруг друг друга c периодом, примерно, 590 лет. Сами же 50 Персея и V491 Персея отделены друг ль друга на угловое расстоянии 745.98″ (12,4'), а также на дистанцию в, примерно, 15 200 а.е., или же 0,24 св. года. 50 Персея и V491 Персея вращаются вокруг друг друга c периодом, примерно, 1,0 млн. лет. Дальнейшая судьба системы 50 Персея-V491 Персея — распад, особенно, если локально будет много субгало тёмной материи: компаньоны будут быстрее оторваны и доказательства существования двойной звёздной системы будут потеряны.

## Ближайшее окружение звезды
Следующие звёздные системы находятся на расстоянии в пределах 20 световых лет от звезды 50 Персея (включены только: самая близкая звезда, самые яркие (<6,5m) и примечательные звёзды). Их спектральные классы приведены на фоне цвета этих классов (эти цвета взяты из названий спектральных типов и не соответствуют наблюдаемым цветам звёзд):
| Звезда      | Спектральный класс | Расстояние, св. лет |
| V491 Персея | G5 V               | 0,24.               |
| Капелла     | K0IIIe+G1III       | 19                  |

Рядом со звездой, на расстоянии 20 световых лет, есть ещё порядка 10 красных, оранжевых карликов и жёлтых карликов спектрального класса G, K и M, а также 2 звёзды спектрального класса F которые в список не попали.